# 工作人員
工作人員，又名職員，持職員證工作及出入工作場地，有些是義工，有些身份是僱員，後者受薪有償工作。工作人員是項目管理中的人力資源，理應受工作車間職業安全保障，工傷意外主子有責賠償。在義工行列，多數地方法例沒有要求申請工作證，即是說黑工不是問題。